# Lista över kompositioner av Joseph Martin Kraus

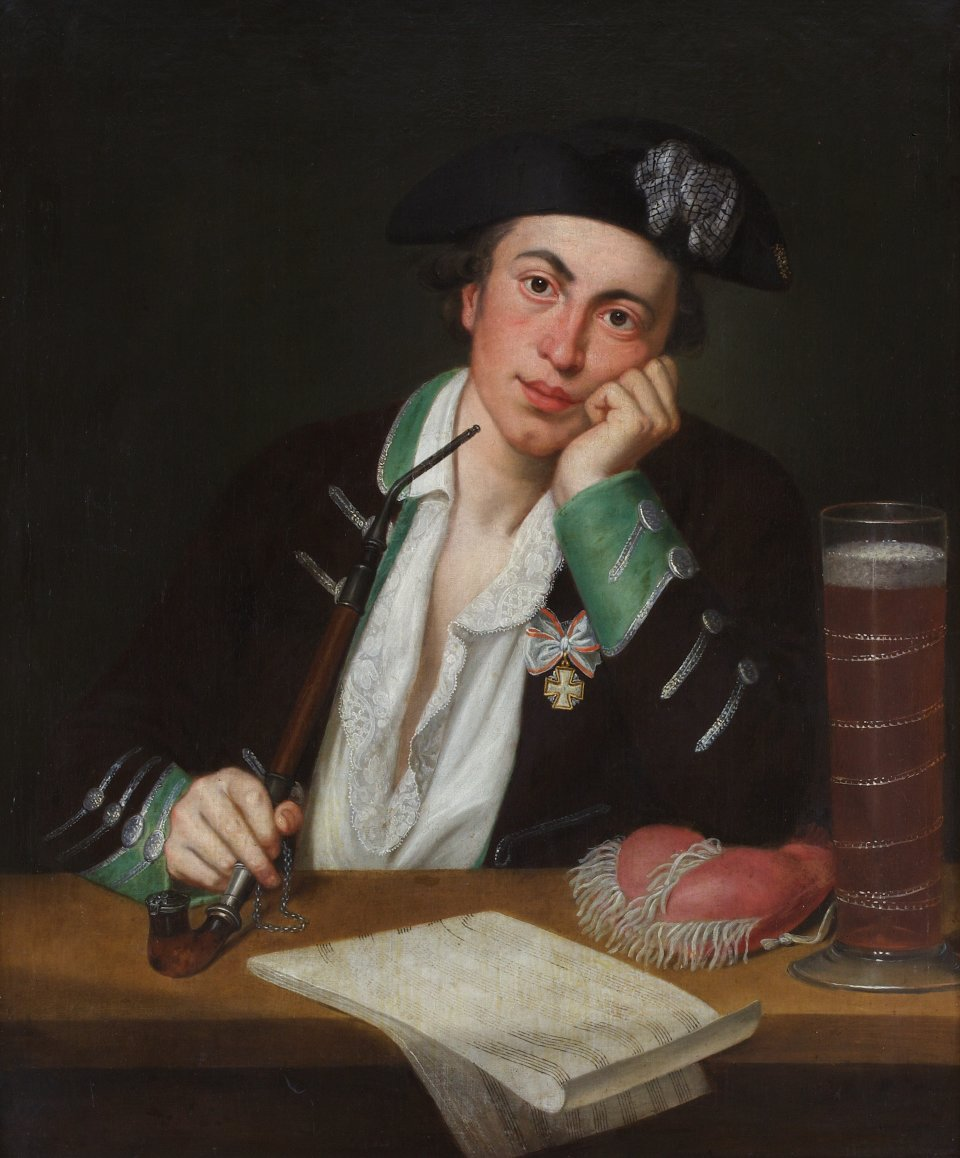
Joseph Martin Kraus

Detta är en lista över kompositioner av Joseph Martin Kraus är organiserad med nummer i Bertil H. van Boer's Die Werke von Joseph Martin Kraus: Systematisch-thematisches Werkverzeichnis, och ger varje komposition ett VB -nummer.
Kompositionerna är även arrangerade i kategorier: sakrala körverk (VB  1 - 17), sceniska verk (VB  18 - 34), balettmusik (VB  35 - 39), profana kantater (VB  40 - 46), arior och duetter (VB  47 - 66), kanons (VB  67 - 69), lieder (VB  70 - 120), kantater och pastoraler (VB  121 - 126), symfonier (VB  127 - 148), konserter (VB  149 - 156), kammarmusik för mer än ett instrument (VB  157 - 184), pianomusik (VB  185 - 193), diverse (VB  194 - 204).
Bertil van der Boer listade fem kompositioner som felaktigt tillskrivits Joseph Martin Kraus: en fuga i d moll av Johann Georg Albrechtsberger, och fyra andra kompositioner av andra kompositörer med namnet Kraus.

## Kompositioner sorterade efter kategori (genre)
Verkförteckningen omfattar 208 nummer, samt 15 nummer som "Anhang".I nedanstående förteckning har inte förkomna verk medtagits.

### Orkesterverk
- Symfoni A-dur (från studietiden) VB 128
- Symfoni F-dur Sinfonia buffa (från studietiden) VB 129
- Symfoni F-dur (från studietiden) VB 130
- Symfoni C-dur Violino obligato (1780) VB 138
- Symfoni C-dur (1781) VB 139
- Symfoni ciss-moll (1782) VB 140
- Symfoni e-moll VB 141. Verket har felaktigt tillskrivits Giuseppe Cambini
- Symfoni c-moll (1783) VB 142
- Symfoni D-dur VB 143
- Symfoni Ess-dur (1783) VB 144
- Symfoni F-dur (1786) VB 145. Verket har felaktigt tillskrivits Giuseppe Cambini
- Riksdagsmusiken: Sinfonia da chiesa D-dur för riksdagen 1789, VB 146
- Sinfonia di chiesa d-moll VB 147
- Symfoni c-moll (1792) VB 148 Symphonie funèbre (Bisättningssymfoni för den mördade Gustav III)
- Violinkonsert C-dur som inledning till Johann Georg Albrechtsbergers oratorium Die Pilgrime auf Golgatha, VB 151
- Konsert för viola, cello och orkester G-dur VB 153a
- Violakonsert C-dur VB 153b
- Violakonsert Ess-dur VB 153c
- Riksdagsmarsch D-dur VB 154

### Kammarmusik
- Violinsonat (för violin och generalbas) d-moll (1777) VB 157
- Duo för flöjt och viola D-dur (1778) VB 158
- Violinsonat D-dur (1782) VB 159
- Violinsonat C-dur (1782) VB 160
- Violinsonat Ess-dur (1785) VB 161
- Violinsonat C-dur (1785) VB 162
- Allegro D-dur för violin och piano, VB 163
- Pianotrio D-dur (efter 1787) VB 171
- Stråkkvartetter från studietiden före 1778
  - Stråkkvartett f-moll VB 178
  - Stråkkvartett c-moll VB 179
  - Stråkkvartett E-dur VB 180
- Sex stråkkvartetter, op. 1, tryckta av Hummel 1783-84
  - B-dur, op. 1:2, Bratschen VB 181
  - C-dur, op. 1:5, Frühlings- VB 182
  - g-moll, op. 1:3, Fugen- VB 183
  - D-dur, op. 1:4, Abschieds- VB 184
  - A-dur, op. 1:1, Göttinger VB 185
  - G-dur, op. 1:6, Schottisches Quartett VB 187
- Stråkkvartett C-dur,  Jagd VB 186
- Flöjtkvintett D-dur, op. 7 (1783) VB 188

### Verk för piano och orgel
- Zwei neue Kuriose Menuetten, VB 190
- Rondo F-dur, VB 191
- Svensk dans, VB 192
- Scherzo con variazioni, VB 193
- Larghetto, VB 194
- Pianosonat Ess-dur (1784) VB 195
- Pianosonat E-dur (1788) VB 196
- Fem koralpreludier för orgel VB 197

### Kyrklig vokalmusik
- Requiem d-moll (1775) VB 1
- Jubelmesse für Pater Alexander Keck VB 2 (försvunnen)
- Miserere c-moll VB 4
- Parvum quando D-dur VB 5
- Te Deum D-dur (1776) VB 6
- Fracto demum sacramento (motett) D-dur VB 7
- Proh parvule (aria för sopran) C-dur VB 8
- Mot en alsvädig magt (aria för bas) Ess-dur VB 9
- Stella coeli (motett) (1783) VB 10
- In te Domine speravi (kör) (1785-86) VB 11
- Miserere nostri Domine c-moll (1788) VB 13
- Motettfragment D-dur VB 14
- Kantat för installationen av Magnus Lehnberg. "Kom! Din herdestaf att bära" (1790) VB 15
- Der Tod Jesu (oratorium) (1776) VB 17

### Konsertarior
- Non più fra sassi algosi (1780), konsertaria E-dur VB 48
- In te spero, o sposa amata (1782), konsertaria B-dur VB 49
- T'intendo, si mio cor (1781), konsertaria Ess-dur VB 50
- Conservati Fedele (1782), konsertaria G-dur VB 51
- Misero pargoletto f-moll VB 54
- Sentimi, non partir... Al mio bene Ess-dur VB 55
- Innocente donzelletta B-dur VB 56
- Aure belle, che spirate, konsertaria C-dur VB 57
- Du temps qui detruit tout G-dur VB 58
- Ch'io mai vi possa C-dur VB 59
- Del destin non vi lagnate A-dur VB 60
- Ch'io parta? M'accheto (1787), konsertaria F-dur VB 61
- Se non ti moro al lato Ess-dur VB 62
- Ma, tu tremi Ess-dur VB 63
- Non temer, non son piu amante B-dur VB 64
- Fermati!... Se tutti i mali miei Ess-dur VB 65
- Son pietosa e sono amante F-dur VB 66
- Fra l'ombre un lampo solo F-dur VB 67
- Carmen Biblicum VB 68
- Meine Mutter hat gense F-dur VB 69
- Kör och kanon VB 70
- Aandes sagte Vestenvinde VB 71

### Kantater
| VB | Titel                               | Textförfattare         | År                   |
| -- | ----------------------------------- | ---------------------- | -------------------- |
| 41 | Kantat till Gustav III:s födelsedag | Gröning                | 1782                 |
| 42 | Begravningskantat för Gustav III    | Carl Gustaf af Leopold | 1792                 |
| 43 | La Scusa                            | Pietro Metastasio      | 1777                 |
| 44 | La Pesca                            | Pietro Metastasio      | 1778-1779(?)         |
| 45 | Den frid ett menlöst hjerta njuter  | Okänd                  | 1780, reviderad 1782 |
| 46 | La Gelosia                          | Pietro Metastasio      | 1780(?)              |
| 47 | La Primavera                        | Pietro Metastasio      | 1790                 |

### Sånger

#### Tysk text
- Schweizer Rundgesang (1788) VB 72
- Rheinweinlied VB 73
- An – als ihm die – starb (1783) VB 74
- An die Quelle (1783) VB 75
- Die Welt nach Rousseau VB 76
- Die Henne VB 77
- Hans und Hanne VB 78
- An den Wind I VB 79
- An den Wind II (1788) VB 80
- Ich bin ein deutscher Jüngling (1783) VB 81
- Ich bin vergnügt VB 82
- Daphne am Bach VB 83
- Phidile (1783) VB 84
- Das Rosenband (1786) VB 85
- Anselmuccio VB 86
- An mein Mädchen (1783) VB 87
- Das schwarze Lieschen aus Kastilien VB 88
- Der nordische Witwe VB 89
- Ein Lied um Regen VB 90
- Der Mann im Lehnstuhl VB 91
- Die Mutter bei der Wiege VB 92
- Ein Wiegenlied: Seht doch das kalte Nachtgesicht VB 93
- An das Klavier VB 94
- Der Abschied VB 95
- Ein Wiegenlied (So schlafe nun, du Kleine) (1783) VB 96
- Gesundheit VB 97

#### Fransk text
- Depuis longtemps (1786) VB 98
- Dors mon enfant VB 99
- Est on sage VB 100
- Point de tristesse (1786) VB 101
- Sans Venus VB 102
- Aan de lente (1786) VB 103

#### Italiensk text
- Conservati fedele (1788) VB 104
- Notturno G-dur VB 105
- Si mio ben VB 106
- L'istessa canzonetta alla calabrese VB 107
- Ti sento sospiri (1788) VB 108

#### Svensk text
| VB  | Titel                                             | Textförfattare            | År      | Övrigt     |
| --- | ------------------------------------------------- | ------------------------- | ------- | ---------- |
| 109 | Bröder, se bålen i G-dur                          | Anna Maria Lenngren       | 1789    |            |
| 110 | Charon på en Doktor såg                           |                           |         | Försvunnen |
| 111 | Elegie över ett barns död i F-dur                 | Carl Michael Bellman      | 1787    |            |
| 112 | Hvart hastar du i C-dur                           | Okänd                     | 1787(?) |            |
| 113 | Stancer till Elias Martin i G-dur                 | Carl Michael Bellman      | 1791    |            |
| 114 | Mina Herrar, när ni skrinna i A-dur               | Abraham Niclas Edelcrantz | 1787    |            |
| 115 | Öfver Mozarts död i Eb-dur                        | Carl Michael Bellman      | 1792    |            |
| 116 | Posten riktigt öppnad blef i F-dur                | Carl Michael Bellman      | 1791    |            |
| 117 | Se källan, se lunden i D-dur                      | Carl Michael Bellman(?)   | 1789(?) |            |
| 118 | Ynglingarne                                       | Carl Gustaf Nordforss     | 1789(?) |            |
| 119 | Ödet skulle fritt min oskuld få förtrycka i G-dur | Gustaf Philip Creutz      | 1787(?) |            |

#### Kantater och pastoraler text avCarl Michael Bellman
- Fiskarstugan (1791) VB 123
- Måltiden i fiskarstugan (1792) VB 124
- Återfarten från fiskarstugan (1792) VB 125
- Den 24 januari 1792 (1792) VB 126
- Mjölkkammaren på Haga (1792) (till Carl Michael Bellmans 52-årsdag) VB 127

### Sceniska verk
| VB | Titel                                                                 | Textförfattare                        | År                 | Övrigt                                                                                          |
| -- | --------------------------------------------------------------------- | ------------------------------------- | ------------------ | ----------------------------------------------------------------------------------------------- |
| 18 | Azire                                                                 |                                       | 1778               | Opera. Endast balettdivertissement kvarstår.                                                    |
| 19 | Proserpin                                                             | Johan Henric Kellgren                 | 1781               | Premiär på Ulriksdals slott.                                                                    |
| 21 | Oedipe                                                                | Gudmund Jöran Adlerbeth               | 1792               | Skådespelsmusik. Möjligen förstörd.                                                             |
| 22 | Soliman den andre eller De tre sultaninnorna                          | Charles Simon Favart efter Marmontel. | 1788               | [ 1 ]                                                                                           |
| 23 | Aeneas i Carthago eller Dido och Aeneas                               | Johan Henric Kellgren                 | 1781-1791 och 1799 | Uruppförd den 2 juli 2006 på Staatstheater Stuttgart.                                           |
| 25 | Le bon seigneur                                                       |                                       |                    | Skådespelsmusik.                                                                                |
| 26 | Hör mina ömma suckar, aria från Visit-timman                          | Adolf Fredrik Ristell                 | 1787               | [ 1 ]                                                                                           |
| 27 | Amphitryon                                                            |                                       | 1784               | Fyra intermezzi och divertissement till Molières komedi.                                        |
| 28 | Flintbergs bröllop                                                    | Carl Gustaf von Holthusen             | 1787               | Kupletter. Premiär på Bollhuset.                                                                |
| 30 | Du liv vars oskuldsfulla blick, aria från De mexikanska systrarna     | Nils Birger Sparrschöld               | 1789               | [ 1 ]                                                                                           |
| 32 | Äfventyraren eller Resan till månens ö                                | Johan Magnus Lannerstierna            | 1791               | Tillfällighetsmusik. Musiken till overtyren och de två första scenerna är komponerade av Kraus. |
| 33 | Olympie                                                               | Johan Henric Kellgren                 | 1792               | Skådespelsmusik.                                                                                |
| 34 | Festspel för hertig Carl af Södermanland "Må sveafolk din tacksamhet" |                                       | 1791               |                                                                                                 |
| 35 | Oedipe                                                                | Gudmund Jöran Adlerbeth               | 1792               | Körer.                                                                                          |
| 37 | Pantomim i D-dur                                                      |                                       |                    |                                                                                                 |
| 38 | Pantomim i G-dur                                                      |                                       |                    |                                                                                                 |
| 39 | Armide                                                                |                                       |                    | Balettmusik till Christoph Willibald Glucks opera.                                              |
| 40 | Fiskarena                                                             | -                                     | 1789               | Balett. Koreografi av Antoine Bournonville.                                                     |

### Anhang
- Mässa e-moll, VB Anh 1
- Entr'acte till Äfventyraren VB Anh 2
- Poeter prisa många gånger VB Anh 3
- Lydia och Arist VB Anh 4
- Polonaise för orkester D-dur VB Anh 5
- Symfoni D-dur VB Anh 6
- Trio för klaver, flöjt och cello, C-dur, VB Anh 14
- Rondo capriccio för klaver, G-dur, VB Anh

## Kompositioner sorterade efter VB-nummer

### VB-nummer
- VB 1 Rekviem i d moll
- VB 2 Jubileumsmässa för Pater Alexander Keck (försvunnen)
- VB 3 Rekviem för Joseph II (försvunnen)
- VB 4 Miserere i c moll
- VB 5 Parvum quando i D dur
- VB 6 Te Deum i D dur
- VB 7 Fracto demum Sacramento i D dur
- VB 8 Proh parvule i C dur
- VB 9 Mot en Alsvåldig Magt i Ess dur
- VB 10 Stella Coeli i C dur
- VB 11 In te speravi domine i Ess dur
- VB 12 Miserere (with Roman Hoffstetter) (försvunnen)
- VB 13 Miserere Nostri Domine i c moll
- VB 14 Fragment av en motett i D dur
- VB 15 Kantat för the Installation of Magnus Lehnberg i D dur
- VB 16 Der Geburt Jesu (försvunnen)
- VB 17 Der Tod Jesu
- VB 18 Azire (försvunnen)
- VB 19 Proserpin
- VB 20 Zoelia, ou L'origine de La Felicité (försvunnen)
- VB 21 Oedipe (förstörd)
- VB 22 Soliman II, eller De Tre Sultaninnorna
- VB 23 Aeneas i Carthago, eller Dido och Aeneas
- VB 24 Musik spiel (unarchieved, försvunnen)
- VB 25 Le Bon Seigneur, Schauspiel i 3 Acts (försvunnen)
- VB 26 Hör mina ömma suckar i A dur
- VB 27 4 Intermezzi till Molière's Amphitryon
- VB 28 Kupletter till Fintbergs Bröllop
- VB 29 Kupletter till Fri-Corpsen, eller Dalkarkarne (försvunnen)
- VB 30 Du, i Hvars Oskuldsfulla i G dur
- VB 31 Kupletter till Födelsedagen (försvunnen)
- VB 32 Äfventyraren, eller Resan till Månans Ö
- VB 33 Olympie
- VB 34 Möt Sveafolk din Tacksamhet i C dur
- VB 35 Choruses to Oedipe
- VB 36 Marknaden (försvunnen)
- VB 37 Pantomime i D dur
- VB 38 Pantomime i G dur
- VB 39 Balletsatser till Gluck's Armide
- VB 40 Fiskarena
- VB 41 Zum Geburtstage des Königs
- VB 42 Funeral Kantat för Gustav III
- VB 43 La Scusa
- VB 44 La Pesca
- VB 45 Den Frid ett Menlöst Hjerta Njuter
- VB 46 La Gelosia
- VB 47 La Primavera
- VB 48 Non piu fra sassi algosi i E dur
- VB 49 In te spero, o sposa amata i B dur
- VB 50 T'intendo, si mio cor i Ess dur
- VB 51 Conservati Fedele i G dur
- VB 52 Duet i G dur (försvunnen)
- VB 53 Aria i Ass dur (försvunnen)
- VB 54 Misero pargoletto i f moll
- VB 55 Sentimi, non partir...Al mio bene i Ess dur
- VB 56 Innocente donzelletta i B dur
- VB 57 Aure belle, che spirate i C dur
- VB 58 Du temps qui detruit tout i G dur
- VB 59 Ch'io mai vi possa i C dur
- VB 60 Del destin non vi lagnate i A dur
- VB 61 Ch'io parta? M'accheto i F dur
- VB 62 Se non ti moro al lato i Ess dur
- VB 63 Ma, tu tremi i Ess dur
- VB 64 Non temer, non son piu amante i B dur
- VB 65 Fermati!...Se tutti i mali miei i Ess dur
- VB 66 Son pietosa e sono amante i F dur
- VB 67 Fra l'ombre un lampo solo i F dur
- VB 68 Carmen Biblicum
- VB 69 Meine Mutter hat gense i F dur
- VB 70 Chorus and Canon
- VB 71 Aandes saagte, Vestenvinde i F dur
- VB 72 Schweizerrundgesang i F dur
- VB 73 Rheinweinlied i G dur
- VB 74 An - Als ihm die - Starb i Ess dur
- VB 75 An die quelle i Ess dur
- VB 76 Die Welt nach Rousseau i g moll
- VB 77 Die Henne i g moll
- VB 78 Hans und Hanne i C dur
- VB 79 An den Wind i B dur
- VB 80 An den Wind i F dur
- VB 81 Ich bin ein deutscher Jüngling i C dur
- VB 82 Ich bin vergnügt i C dur
- VB 83 Daphné am Bach i G dur
- VB 84 Phidile i C dur
- VB 85 Das Rosenband i A dur
- VB 86 Anselmuccio i A dur
- VB 87 An mein mädchen i B dur
- VB 88 Das schwarze Lischen aus Kastillien i G dur
- VB 89 Der nordische witwer i A dur
- VB 90 Ein Lied um Regen i D dur
- VB 91 Der Mann im Lehnstuhl i G dur
- VB 92 Die mutter bei der Wiege i B dur
- VB 93 Ein Wiegenlied i e moll
- VB 94 An das Klavier i E dur
- VB 95 Der Abschied i f moll
- VB 96 Ein Wiegenlied i G dur
- VB 97 Gesundheit i F dur
- VB 98 Depuis longtemps i G dur
- VB 99 Dors mon enfant i Ess dur
- VB 100 Est on Sage i A dur
- VB 101 Point de Tristesse i A dur
- VB 102 Sans Venus i F dur
- VB 103 Aande lente i G dur
- VB 104 Conservati fedele i F dur
- VB 105 Notturno i G dur
- VB 106 Si mio ben i Ess dur
- VB 107 L'istessa Canzonetta alla Calabrese i C dur
- VB 108 Ti sento sospiri i G dur
- VB 109 Bröder! se Bålen i G dur
- VB 110 Charon på en Doktor såg (försvunnen)
- VB 111 Elegie i F dur
- VB 112 Hvart hastar Du? i C dur
- VB 113 Stancer till Elias Martin i G dur
- VB 114 Mine Herrar i A dur
- VB 115 Öfver Mozarts Död i Ess dur
- VB 116 Posten riktigt öppnad blef i F dur
- VB 117 Se Källan, Se Lunden i D dur
- VB 118 Ynglingarne i d moll
- VB 119 Atis Och Camilla i G dur
- VB 120 Den 9 Januarii 1793 (försvunnen)
- VB 121 Gracernas Besök vid Professoren Herr Tobias Sergel (försvunnen)
- VB 122 Kantat Till en värdig Vän (försvunnen)
- VB 123 Fiskarstugan
- VB 124 Måltiden i Fiskarstugan
- VB 125 Överfarten ifrån Fiskarstugan
- VB 126 Den 24 Januarii 1792
- VB 127 Mjölkkammaren på Haga
- VB 128 Symfonier skrina i Mannheim, 1769 - 1772 (försvunnen)
- VB 129 Symfoni i A dur
- VB 130 Sinfonia Buffa i F dur
- VB 131 Symfoni (försvunnen)
- VB 132 Symfoni "Göttingen" 1 (försvunnen)
- VB 133 Symfoni "Göttingen" 2 (försvunnen)
- VB 134 Symfoni "Göttingen" 3 (försvunnen)
- VB 135 Symfoni "Göttingen" 4 (försvunnen)
- VB 136 Symfoni "Göttingen" 5 (försvunnen)
- VB 137 Symfoni "Göttingen" 6 (försvunnen)
- VB 138 Symfoni i C dur Violino Obligato
- VB 139 Symfoni i C dur
- VB 140 Symfoni i ciss moll
- VB 141 Symfoni i e moll
- VB 142 Symfoni i c moll
- VB 143 Symfoni i D dur
- VB 144 Symfoni i Ess dur
- VB 145 Symfoni i F dur
- VB 146 Sinfonia Da Chiesa i D dur ”Riksdagssymfoni”
- VB 147 Sinfonia Da Chiesa i d moll
- VB 148 Symphonie Funébre i c moll
- VB 149 Konsert för 2 violiner (försvunnen)
- VB 150 Flöjtkonsert (försvunnen)
- VB 151 Violinkonsert i C dur
- VB 152 Konsert för violin & viola (försvunnen)
- VB 153a Konsert för violin & cello i G dur
- VB 153b Violinkonsert i C dur
- VB 153a Violinkonsert i Ess dur
- VB 154 Sinfonia per la Chiesa; Riksdagsmarsch i D dur
- VB 155 Contradans (försvunnen)
- VB 156 Duo för violin & viola (försvunnen)
- VB 157 Sonata för cembalo & violin i d moll
- VB 158 Duo för flöjt & viola i D dur
- VB 159 Sonata för piano & violin i D dur
- VB 160 Sonata för piano & violin i C dur
- VB 161 Sonata för piano & violin i Ess dur
- VB 162 Sonata för piano & violin i C dur
- VB 163 Allegro för piano & violin i D dur
- VB 164 Stråktrio (försvunnen)
- VB 165 Pianotrio "Hoffstetter" No. 1 (försvunnen)
- VB 166 Pianotrio "Hoffstetter" No. 2 (försvunnen)
- VB 167 Pianotrio "Hoffstetter" No. 3 (försvunnen)
- VB 168 Pianotrio "Hoffstetter" No. 4 (försvunnen)
- VB 169 Pianotrio "Hoffstetter" No. 5 (försvunnen)
- VB 170 Pianotrio "Hoffstetter" No. 6 (försvunnen)
- VB 171 Pianotrio i D-dur
- VB 172 Kleine Quadros
- VB 178 Stråkkvartett i f-moll
- VB 179 Stråkkvartett i c-moll
- VB 180 Stråkkvartett i E-dur
- VB 181 Stråkkvartett i B-dur
- VB 182 Stråkkvartett i C-dur
- VB 183 Stråkkvartett i g-moll
- VB 184 Stråkkvartett i D-dur
- VB 185 Stråkkvartett i A-dur
- VB 186 Stråkkvartett i C-dur
- VB 187 Stråkkvartett i G-dur
- VB 188 Flöjtkvartett Opus 7 i D-dur
- VB 189 Klaversonat för Countess Ingelheim (försvunnen)
- VB 190 Zwei neue curiose Minuetten fürs Klavier
- VB 191 Rondo för klaver i F-dur
- VB 192 Svensk dans för klaver i C-dur
- VB 193 Variations för klaver i C-dur
- VB 194 Larghetto för klaver i G dur
- VB 195 Klaversonat i Ess-dur
- VB 196 Klaversonat i E-dur
- VB 197 11 Koralpreludier för orgel
- VB 198 Mässa i e-moll
- VB 199 Förkunnom högt Hans Lof och Magt i C-dur
- VB 200 Du, vår Välgörare och Far i B-dur
- VB 201 Dröj, Sol, uti din uppgångstimma i D-dur
- VB 202 Stücke 1
- VB 203 Stücke 2
- VB 204 Stücke 3
- VB 205 Stücke 4
- VB 206 Stücke 5
- VB 207 Stücke 6
- VB 208 Exercises för sopran

### Addenda (Anhang)
- VB  Massa i e moll
- VB  Entr'acte to Äfventyraren i A dur
- VB  Poeter Prisa Många Gånger i A dur
- VB  Lydia och Arist i Ess dur
- VB  Polonäs för orkester i D dur
- VB  Symfoni i D dur
- VB  Symfoni 'Sigmaringen' 1 i A dur (försvunnen)
- VB  Symfoni 'Sigmaringen' 2 i G dur (försvunnen)
- VB  Symfoni 'Sigmaringen' 3 i Ess dur (försvunnen)
- VB  Symfoni 'Sigmaringen' 4 i C dur (försvunnen)
- VB  Symfoni 'Sigmaringen' 5 i D dur (försvunnen)
- VB  Trumpetkonsert (försvunnen)
- VB  Variationer för trumpet och orkester (försvunnen)
- VB  Trio för klaver, flöjt & cello i C dur
- VB  Rondo Capriccio för klaver i G dur

Observera att fel i informationen kan förekomma.